# Historische Vereniging Oud Leiden
De Historische Vereniging Oud Leiden (HVOL) is opgericht op 5 november 1902 door prof. dr. P.J. Blok en mr. dr. J.C. Overvoorde en richt zich op de bevordering van de kennis van de geschiedenis van de Nederlandse stad Leiden en omstreken en op de bescherming van het culturele erfgoed. Zij doet dit onder andere door het uitgeven van het Leids Jaarboekje, het Mededelingenblad (4 à 5x per jaar) en van publicaties in de Leidse Historische Reeks. Verder organiseert de vereniging lezingen en excursies, en subsidieert zij historische projecten.
De Historische vereniging Oud Leiden is samen met de vereniging Jan van Hout en het Regionaal Archief Leiden verenigd in de Stichting Geschiedschrijving Leiden. Dit heeft geresulteerd in de publicatie van de vierdelige serie "Leiden. De geschiedenis van een Hollandse stad".
Bij de belangenbehartiging en in het overleg met de gemeente Leiden werkt de HVOL samen met zeven andere historische verenigingen en stichtingen in Leiden: de 3 October Veereniging, de Dirk van Eck Stichting, de Stichting Industrieel Erfgoed Leiden (STIEL), de Vereniging Jan van Hout, de Vereniging van Belangstellenden in de Lakenhal, de afdeling Rijnland van de Nederlandse Genealogische Vereniging (NGV) en de afdeling Rijnstreek van de Archeologische Werkgemeenschap Nederland (AWN).